# Efecto nocebo

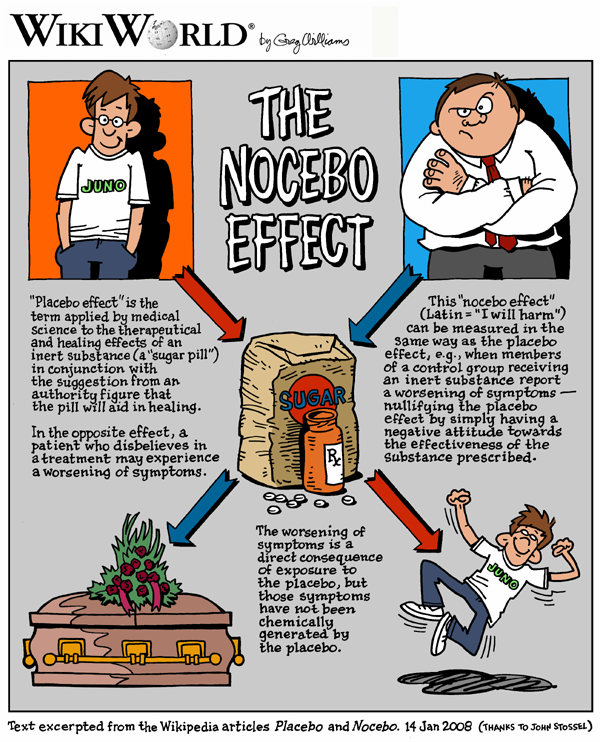
Cómic de WikiWorld acerca del efecto nocebo.

El efecto nocebo en medicina es el empeoramiento de los síntomas o signos de una enfermedad por la expectativa, consciente o no, de efectos negativos de una medida terapéutica. Puede considerarse lo opuesto al efecto placebo. Es un concepto relevante en el campo de la farmacología.

## Descripción
Nocebo es un adjetivo que se usa para calificar a las respuestas o reacciones dañinas, desagradables e indeseables que manifiesta un sujeto al administrarle un compuesto farmacológicamente inerte, de tal manera que las respuestas orgánicas del sujeto no fueron generadas químicamente (como resultado directo de la acción del fármaco), sino como consecuencia de las expectativas pesimistas propias del sujeto al pensar que el fármaco le causaría efectos dañinos, dolorosos y desagradables.
El efecto nocebo puede considerarse como equivalente negativo al efecto placebo y tiene lugar cuando se administra a un paciente un tratamiento inerte sin ninguna propiedad farmacológica que sin embargo produce una respuesta negativa. Este fenómeno desde el punto de vista psicológico implica una anticipación negativa por miedo o aversión al tratamiento, de tal forma que el sujeto tiende a experimentar el fenómeno que espera percibir. En estos casos las expectativas negativa previas determinan la aparición de supuestos efectos adversos.
Diferentes situaciones cotidianas pueden provocar el efecto nocebo, entre ellas el conocimiento previo de los posibles efectos secundarios de un fármaco, el cambio de una marca a un medicamento genérico que el paciente considera menos eficaz o de menor calidad por tener un precio más bajo, o la aparición de noticias en medios de comunicación alertando sobre problemas de seguridad con un fármaco.